# Herzoglich Braunschweigische Staatseisenbahn – Hercynia
Die HERCYNIA war eine Personenzug-Schlepptenderlokomotive der Herzoglich Braunschweigischen Staatseisenbahn.

## Geschichte
Die Lokomotive wurde im Oktober 1843 von Robert Stephenson & Co., Newcastle upon Tyne/England mit der Fabriknummer 392 einschließlich Tender an die Herzoglich Braunschweigische Staatseisenbahn geliefert. 
Der Preis für die Lokomotive betrug 11.940 Taler, für den mitgelieferten Tender 2600 Taler. Nach einer anderen Quelle war sie mit einem Tender des einheimischen Herstellers Maschinenfabrik Zorge gekuppelt.
Am 9. September 1844 entgleiste die Lokomotive mit ihrem Zug infolge einer falsch gestellten Weiche am Bahnhof Jerxheim. 
Für das Jahr 1845 gibt es eine detaillierte Statistik ihres Einsatzes und ihres Verbrauchs an Koks und Öl. In diesem Jahr legte die Maschine insgesamt 4723 Meilen zurück. Sie kam dabei insbesondere mit Personenzügen auf der Strecke zwischen Braunschweig und Oschersleben zum Einsatz. Die HERCYNIA war im Jahr 1845 unter den damals vorhandenen zwölf Maschinen der Braunschweigischen Eisenbahn diejenige mit der größten Laufleistung und dem geringsten Durchschnittsverbrauch.
Im August 1871 wurde sie ausgemustert und später verschrottet.